# Selvagem Pequena
Selvagem Pequena és una petita illa deshabitada que forma part de l'arxipèlag de les Illes Salvatges, un petit arxipèlag a l'oceà Atlàntic entre Madeira (a 280 km) i les Canàries (a 165 km).
L'illa, de tan sols 800 per 500 metres, pertany al grup sud-est de les Illes Salvatges. La seva elevació és de tan sols 49 msnm i està envoltada per bancs de sorra. La fauna i la flora estan ben conservades per la manca d'interferències humanes, amb nombroses espècies endèmiques. Té un far actiu.